# Vicente Amigo
Ne pas confondre avec le footballeur Vicente Amigó
Pour les articles homonymes, voir Amigo.
Vicente Amigo Girol est un compositeur et guitariste espagnol, né le 25 mars 1967 à Guadalcanal (Andalousie), considéré comme l'un des plus grands de la guitare flamenca contemporaine[Selon qui ?].
Il a notamment joué avec El Pele, José Mercé, Camarón de la Isla, Rosario Flores, Carmen Linares, Khaled ou encore Niña Pastori.

## Biographie
Il passe son enfance à Cordoue, ville andalouse où il fait ses débuts de guitariste vers l'âge de 8 ans. Très vite repéré par ses enseignants, il intègre le groupe du maître Manolo Sanlúcar auprès duquel il restera cinq ans premier guitariste et où il développera sa virtuosité hors du commun.
En deux ans, il remporte trois des principaux concours de guitare flamenco : 
- 1988 : 1er prix du concours international de guitare flamenca de Badajoz[1],
- 1988 : 1er prix du concours national del cante de las minas de la Union[1],
- 1989 : prix Ramón Montoya pour concert de guitare au XIIe concours national de Arte flamenco de Córdoba[1].

Puis il accompagne le chanteur El Pélé, pour ensuite se concentrer sur sa carrière solo.
En 1996, il joue sur l'album Omega du chanteur Enrique Morente.
Son album Poeta (1998), en hommage au poète Rafael Alberti décédé en 1997, renferme un concerto pour guitare flamenca accompagné par l'orchestre symphonique de Cordoue.
En février 2013, il publie l'album, Tierra.
En 2015, il reçoit la Médaille d'or du mérite des beaux-arts, décernée par le Ministère de l'Éducation, de la Culture et des Sports.

## Discographie
- 1990 : De mi Corazón al Aire
- 1995 : Vivencias Imaginadas
- 1998 : Poeta
- 2000 : Ciudad de las Ideas
- 2003 : Canto, avec le "cantaor" (chanteur) El Pele
- 2004 : Vicente Amigo en concierto desde Córdoba. Ciudad de las ideas (DVD)
- 2005 : Un Momento en el Sonido
- 2009 : Paseo de Gracia
- 2013 : Tierra
- 2017 : Memoria de los Sentidos, avec la participation, entre autres, des "cantaores" (chanteurs) Miguel Poveda et Potito
- 2024 : Andenes del Tiempo